# Eirik Kvalfoss
Eirik Kvalfoss (* 25. Dezember 1959 in Voss) ist ein ehemaliger norwegischer Biathlet. Er galt bis in die 1990er Jahre als bester norwegischer Biathlet und war einer der erfolgreichsten Athleten seiner Zeit.

## Karriere
1984 gewann er bei den Olympischen Spielen in Sarajevo drei Medaillen in drei Wettbewerben, darunter die Goldmedaille im Sprint.
Zwischen 1982 und 1991 wurde er dreimal Weltmeister, vornehmlich in seinem Spezialrennen, dem Sprint. Insgesamt konnte er neun Einzelmedaillen sowie vier Staffelmedaillen gewinnen. Im Jahre 1989 konnte Kvalfoss zudem, als erster Nichtdeutscher, den Biathlon-Gesamtweltcup für sich entscheiden. Eirik Kvalfoss konnte zwischen 1981 und 1991 zwölf Einzelrenne für sich entscheiden, darunter 9 Sprintrennen. Zusammen mit Gisle Fenne, Geir Einag und Frode Løberg gewann er mindestens zwei Teamrennen für Norwegen.
Kvalfoss ist in Einzelrennen neunfacher norwegischer Meister und hat mit der Staffel achtmal und einmal mit der Mannschaft für die Region Hordaland gewonnen.
1983 gewann er die Morgenbladet-Goldmedaille, 1984 die Wahl zu Norwegens Sportler des Jahres sowie den Fearnleys olympiske ærespris.
Heute fördert Kvalfoss den nationalen Nachwuchs.

## Statistik

### Weltcupsiege
| Nr. | Datum         | Ort                   | Disziplin            |
| --- | ------------- | --------------------- | -------------------- |
| 1.  | 22. Jan. 1981 | Antholz               | Einzel (20 km)       |
| 2.  | 4. Apr. 1981  | Hedenäset             | Sprint (10 km)       |
| 3.  | 13. Feb. 1982 | Minsk-Raubitschy (WM) | Sprint (10 km)       |
| 4.  | 28. Jan. 1983 | Ruhpolding            | Sprint (10 km)       |
| 5.  | 26. Feb. 1983 | Antholz (WM)          | Sprint (20 km)       |
| 6.  | 14. Jan. 1984 | Pontresina            | Sprint (10 km)       |
| 7.  | 8. März 1984  | Oslo                  | Sprint (10 km)       |
| 8.  | 14. März 1988 | Oslo                  | Staffel (4×7,5 km) 1 |
| 9.  | 15. März 1988 | Jyväskylä             | Sprint (10 km)       |
| 10. | 18. März 1988 | Jyväskylä             | Einzel (20 km)       |
| 11. | 4. März 1989  | Hämeenlinna           | Sprint (10 km)       |
| 12. | 19. März 1989 | Steinkjer             | Team (20 km) 1       |
| 13. | 15. März 1990 | Kontiolahti           | Einzel (20 km)       |
| 14. | 16. März 1991 | Canmore               | Sprint (10 km)       |

### Biathlon-Weltcup-Platzierungen
Die Tabelle zeigt alle Platzierungen (je nach Austragungsjahr einschließlich Olympische Spiele und Weltmeisterschaften).
- 1.–3. Platz: Anzahl der Podiumsplatzierungen
- Top 10: Anzahl der Platzierungen unter den ersten zehn (einschließlich Podium)
- Punkteränge: Anzahl der Platzierungen innerhalb der Punkteränge (einschließlich Podium und Top 10)
- Starts: Anzahl gelaufener Rennen in der jeweiligen Disziplin

| Platzierung                                     | Einzel | Sprint | Verfolgung | Massenstart | Team | Staffel | Gesamt |
| ----------------------------------------------- | ------ | ------ | ---------- | ----------- | ---- | ------- | ------ |
| 1. Platz                                        | 3      | 9      |            |             | 1    | 1       | 14     |
| 2. Platz                                        | 3      | 5      |            |             | 1    | 6       | 15     |
| 3. Platz                                        | 3      | 6      |            |             |      | 5       | 14     |
| Top 10                                          | 22     | 38     |            |             | 3    | 21      | 84     |
| Punkteränge                                     | 35     | 48     |            |             | 3    | 22      | 108    |
| Starts                                          | 45     | 55     |            |             | 3    | 22      | 125    |
| Stand: Daten ab 83/84 weitestgehend vollständig |        |        |            |             |      |         |        |

### Olympische Winterspiele
|                                             | Einzelwettbewerbe | Einzelwettbewerbe | Staffel |
| Einzel                                      | Sprint            |                   | Staffel |
| ------------------------------------------- | ----------------- | ----------------- | ------- |
| Olympische Winterspiele 1984 \| Sarajevo    | 3.                | 1.                | 2.      |
| Olympische Winterspiele 1988 \| Calgary     | 6.                | 20.               | 6.      |
| Olympische Winterspiele 1992 \| Albertville | 27.               | 47.               | 5.      |

### Weltmeisterschaften
|                                                      | Einzelwettbewerbe | Einzelwettbewerbe | Teamwettbewerbe | Teamwettbewerbe |
| Einzel                                               | Sprint            | Staffel           | Mannschaft      |                 |
| ---------------------------------------------------- | ----------------- | ----------------- | --------------- | --------------- |
| Weltmeisterschaften 1981 Lahti                       | 17.               | 8.                | 4.              | -               |
| Weltmeisterschaften 1982 Minsk-Raubitschy            | 2.                | 1.                | 2.              | -               |
| Weltmeisterschaften 1983 Antholz                     | 14.               | 1.                | 3.              | -               |
| Weltmeisterschaften 1985 Ruhpolding                  | 26.               | 2.                | 4.              | -               |
| Weltmeisterschaften 1986 Oslo                        | 25.               | 12.               | 5.              | -               |
| Weltmeisterschaften 1987 Lake Placid                 | 17.               | 41.               | -               | -               |
| Weltmeisterschaften 1989 Feistritz an der Drau       | 1.                | 2.                | 3.              | -               |
| Weltmeisterschaften 1990 Minsk, Oslo und Kontiolahti | 10.               | 2.                | 4.              | -               |
| Weltmeisterschaften 1991 Lahti                       | 3.                | 3.                | 3.              | -               |
| Weltmeisterschaften 1993 Borowez                     | 4.                | 4.                | 9.              | -               |